# Club Sportivo Alba
Il Club Sportivo Alba è una società pallavolistica femminile italiana con sede ad Albese con Cassano.

## Storia
Il Club Sportivo Alba nasce il 19 dicembre 1974 per iniziativa della Pro Loco di Albese con Cassano.
Nella stagione 2000-01, grazie alla vittoria del campionato provinciale, conquista la Serie D regionale e subito nella stagione successiva la promozione in Serie C. Rimane in questa categoria per cinque anni, quando al termine della stagione 2006-07 il primo posto nel proprio girone ne sancisce la promozione in Serie B2.
Nella stagione 2007-08 debutta nella quarta categoria del campionato italiano: la squadra non è sufficientemente rafforzata per sostenere il salto di categoria e al termine della regular season arriva la retrocessione. L'acquisizione del titolo sportivo da una squadra rinunciataria consente tuttavia al C.S. Alba di disputare la stagione successiva ancora in Serie B2.
Al termine della stagione 2011-12 arriva a disputare i play-off promozione: la serie di finale viene persa in gara 3 ma la Serie B1 arriva comunque grazie ad un ripescaggio.
Nella terza divisione del campionato italiano, il club rimane per nove stagioni consecutive, quando, dopo aver sfiorato la promozione nella stagione 2012-13, sconfitto nelle semifinali dei play-off promozione, viene promossa in Serie A2 al termine della stagione 2020-21, vincendo i play-off promozione.
Nell'annata 2021-22 disputa il suo primo campionato professionista, in Serie A2, ottenendo la qualificazione ai play-off promozione e la prima partecipazione alla Coppa Italia di Serie A2. Al termine dell'annata 2024-25, dopo quattro partecipazioni consecutive alla seconda serie nazionale, ottiene la retrocessione in Serie B1, a cui tuttavia rinuncia.

## Rosa 2024-2025
| N° | Nome               | Ruolo | Data di nascita   | Nazionalità sportiva |
| -- | ------------------ | ----- | ----------------- | -------------------- |
| 1  | Rebecca Rimoldi    | P     | 25 maggio 1998    | Italia               |
| 2  | Martina Veneriano  | C     | 3 marzo 1995      | Italia               |
| 3  | Carola Colombino   | O     | 12 maggio 2005    | Italia               |
| 8  | Giorgia Mazzon     | O     | 17 agosto 1998    | Italia               |
| 9  | Giorgia Bernasconi | C     | 16 settembre 2001 | Italia               |
| 10 | Laura Grigolo      | S     | 1º marzo 1996     | Italia               |
| 11 | Marika Longobardi  | S     | 2 marzo 1998      | Italia               |
| 12 | Ylenia Pericati    | L     | 22 marzo 1994     | Italia               |
| 13 | Irene Baldi        | S     | 8 settembre 2000  | Italia               |
| 14 | Sara Tajè          | C     | 3 dicembre 1998   | Italia               |
| 15 | Gaia Mancastroppa  | P     | 9 gennaio 2006    | Italia               |
| 16 | Alice Vigano       | S     | 25 febbraio 2006  | Italia               |
| 17 | Elena Radice       | L     | 7 novembre 2004   | Italia               |